# Richard Kamwi

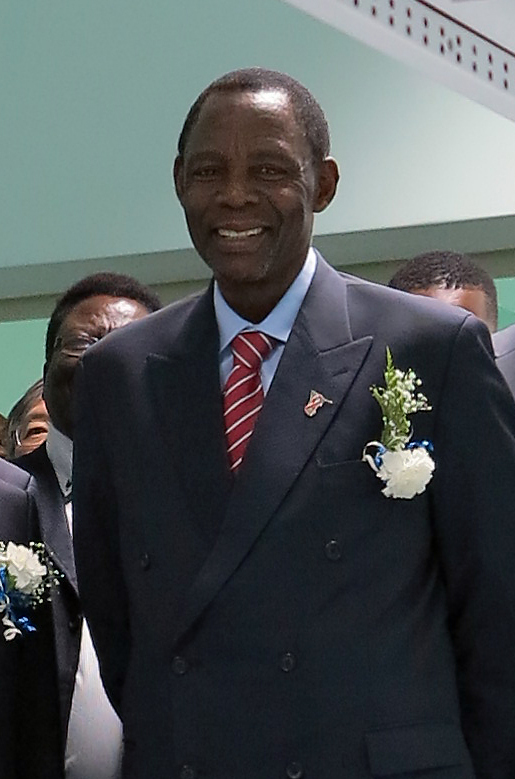
Richard Kamwi (2013)

Richard Nchabi Kamwi (* 3. Juni 1950 in Ioma, Südwestafrika) ist ein namibischer Politiker der SWAPO, der unter anderem zwischen 2005 und 2015 Minister für Gesundheit und Soziale Dienste war.

## Leben
Kamwi war nach dem Besuch der Kizito High School als Organisator der South-West Africa People’s Organisation (SWAPO) tätig. 1976 begann er ein Studium im Fach Public Health am Technikon Mmadikoti in Pietersburg, das er 1980 mit einem Diplom abschloss. Im Anschluss wurde er 1980 erster farbiger Inspektor des Gesundheitsdienstes in Katima Mulilo, verlor dieses Amt jedoch 1984 aufgrund seiner politischen Aktivitäten. Aufgrund seiner Aktivitäten wurde er 1985 verhaftet und in Katima Mulilo und Kalimbeza interniert, wo er von den südafrikanischen Sicherheitsbehörden gefoltert wurde. Nach seiner Flucht ging er im Januar 1986 ins Exil nach Botswana. Dort schloss er sich der paramilitärischen Organisation People’s Liberation Army of Namibia (PLAN) an und nahm bis 1989 an Kämpfen im namibischen Befreiungskampf gegen Südafrika teil.
Nach der Unabhängigkeit von Südafrika am 21. März 1990 war er bis 1994 als Chefinspektor des Gesundheitsdienstes tätig und absolvierte daneben zwischen 1991 und 1994 ein Studium an der University of Liverpool, das er mit einem Master of Science abschloss. Im Anschluss war er zwischen 1994 und 1996 Leitender Beamter für Volkshygiene und erwarb in dieser Zeit einen Doctor of Philosophy (Ph.D.) an der 1992 gegründeten Universität von Namibia (UNAM) mit einer Forschungsarbeit zum Thema Malaria Situation in Namibia: A Study of Vector and Parasite Species Transmission, Prevalence and Effectiveness of the Past and Current Control Strategies. Im Anschluss war er von 1996 bis 1999 Leiter des Nationalen Programms zur Kontrolle durch Vektoren ausgelöster Infektionskrankheiten.
Bei der Wahl am 30. November und 1. Dezember 1999 wurde Kamwi erstmals Mitglied des Parlaments und gehört diesem seither an. Im März 2000 wurde er zunächst stellvertretender Minister für Gesundheit und Soziale Dienste und 2002 auch zum Mitglied des Zentralkomitees (ZK) der SWAPO gewählt. Am 21. März 2005 übernahm er als Nachfolger von Libertina Amathila im ersten Kabinett von Staatspräsident Hifikepunye Pohamba selbst das Amt als Minister für Gesundheit und Soziale Dienste. Das Ministeramt hatte er bis zum 21. März 2015 zehn Jahre lang inne und wurde daraufhin durch Bernhard Haufiku abgelöst.
Kamwi ist seit 2007 mit Inge Zaamwani-Kamwi verheiratet.